# 辻慎吾
辻󠄀 慎吾（つじ しんご、1960年9月9日 - ）は、日本の実業家。森ビル代表取締役社長、不動産協会副理事長。建設事業関係功労者等国土交通大臣表彰受賞。

## 人物・経歴
広島県広島市生まれ。父親が現在の防衛省に勤めていた関係で幼少期は佐世保市や舞鶴市など西日本の基地のある街で過ごし、神奈川県立光陵高等学校を経て、横浜国立大学工学部卒業後、横浜国立大学大学院工学研究科で建築と都市計画を専攻し1985年に修了。同年森ビル入社。2001年タウンマネジメント準備室担当部長。2006年取締役六本木ヒルズ運営室長兼タウンマネジメント事業室長。2009年から副社長として新設の経営企画室長を務めた。
2011年森ビル代表取締役社長に昇格。森稔会長の会見では「タウンマネジメントという、まったく新しいビジネスモデルを確立した」と紹介された。森稔の理念を引き継ぎ虎ノ門ヒルズプロジェクトなどを進め、2018年には田中俊和や畑中誠らとともに建設事業関係功労者等国土交通大臣表彰を受賞した。2019年藍綬褒章受章。同年横浜国立大学経営協議会委員。2021年不動産協会副理事長。

## テレビ番組
- 日経スペシャル カンブリア宮殿 常識破りの街づくり！ 東京を激変させる森ビル（2024年8月8日、テレビ東京）- 出演：森ビル 社長 辻慎吾[14]。